# Mariya Stadnik
Pour les articles homonymes, voir Stadnik.
Mariya Stadnik (née Stadnyk le 3 juin 1988 à Lviv (RSS d'Ukraine)) était une lutteuse libre azerbaïdjanaise.

## Biographie
Championne du monde de lutte en 2009 et sextuple championne d'Europe, elle obtient la médaille de bronze olympique en 2008 à Beijing en moins de 48 kg. Quatre ans plus tard, elle est médaillée d'argent aux Jeux olympiques de Londres. Elle récidive lors des Jeux olympiques de Rio en 2016.
Elle est mariée au lutteur ukrainien Andriy Stadnik et est la belle-sœur de la lutteuse britannique Yana Stadnik.
Le 2 février 2025, Stadnik a mis fin à sa carrière, et le lendemain, il a été annoncé qu'elle occuperait le poste de coordinatrice de la lutte féminine à la Fédération de Lutte d'Azerbaïdjan.

## Palmarès

### Jeux olympiques
- Médaille d'argent en catégorie des moins de 48 kg aux Jeux olympiques de 2016 à Rio de Janeiro
- Médaille d'argent en catégorie des moins de 48 kg aux Jeux olympiques de 2012 à Londres
- Médaille de bronze en catégorie des moins de 48 kg aux Jeux olympiques de 2008 à Pékin
- Médaille de bronze en catégorie des moins de 50 kg aux Jeux olympiques de 2020 à Tokyo

### Championnats du monde
- Médaille d'or en catégorie des moins de 48 kg aux Championnats du monde de lutte 2009 à Herning
- Médaille d'or en catégorie des moins de 50 kg aux Championnats du monde de lutte 2019 à Noursoultan
- Médaille d'argent en catégorie des moins de 48 kg aux Championnats du monde de lutte 2011 à Istanbul
- Médaille d'argent en catégorie des moins de 48 kg aux Championnats du monde de lutte 2015 à Las Vegas
- Médaille d'argent en catégorie des moins de 50 kg aux Championnats du monde de lutte 2018 à Budapest
- Médaille de bronze en catégorie des moins de 48 kg aux Championnats du monde de lutte 2014 à Tachkent

### Championnats d'Europe
- Médaille d'or en catégorie des moins de 50 kg aux Championnats d'Europe de lutte 2023 à Zagreb
- Médaille d'or en catégorie des moins de 50 kg aux Championnats d'Europe de lutte 2021 à Varsovie
- Médaille d'or en catégorie des moins de 50 kg aux Championnats d'Europe de lutte 2018 à Kaspiisk
- Médaille d'or en catégorie des moins de 48 kg aux Championnats d'Europe de lutte 2017 à Novi Sad
- Médaille d'or en catégorie des moins de 48 kg aux Championnats d'Europe de lutte 2016 à Riga
- Médaille d'or en catégorie des moins de 48 kg aux Championnats d'Europe de lutte 2014 à Vantaa
- Médaille d'or en catégorie des moins de 48 kg aux Championnats d'Europe de lutte 2011 à Dortmund
- Médaille d'or en catégorie des moins de 48 kg aux Championnats d'Europe de lutte 2009 à Vilnius
- Médaille d'or en catégorie des moins de 48 kg aux Championnats d'Europe de lutte 2008 à Tampere

### Jeux européens
- Médaille d'or en catégorie des moins de 50 kg aux Jeux européens de 2019 à Minsk
- Médaille d'or en catégorie des moins de 48 kg aux Jeux européens de 2015 à Bakou

### Jeux de la solidarité islamique
- Médaille d'or en catégorie des moins de 50 kg aux Jeux de la solidarité islamique de 2021 à Konya
- Médaille d'or en catégorie des moins de 48 kg aux Jeux de la solidarité islamique de 2017 à Bakou